# Bagert
Bagert település Franciaországban, Ariège megyében. Lakosainak száma 41 fő (2022. január 1.). Bagert Bédeille, Betchat, Mercenac és Taurignan-Castet községekkel határos.

## Népesség
A település népességének változása:
| Lakosok száma | 65   | 56   | 45   | 57   | 44   | 40   | 38   | 37   | 36   | 41   |
|               | 1968 | 1982 | 1990 | 2006 | 2013 | 2015 | 2017 | 2019 | 2020 | 2022 |